# Romuald II de Bénévent
 Romuald II de Bénévent  (né vers 690 mort en 731) est un duc lombard de Bénévent, il règne de 706 à 731.

## Biographie
Romuald II est le fils de Gisulf Ier et de son épouse Winiperge. Il succède à son père en 706 et règne 26 ans selon le Chronicon Salernitanum.
Romuald II épouse d'abord vers 715 Gumperge fille d'un inconnu et d'Aurora, la sœur du roi Luitprand dont :
- Gisulf II de Bénévent.

Puis Ranigunde fille du duc Gaidoald de Brescia.